# Valkenburg-Houthem
Valkenburg-Houthem is een voormalige gemeente in de Nederlandse provincie Limburg, die op 1 oktober 1940 ontstond toen de gemeenten Valkenburg, Houthem, Oud-Valkenburg en Schin op Geul werden samengevoegd. Ook delen van Hulsberg en Berg en Terblijt kwamen bij deze fusiegemeente. Aanvankelijk was de naam Valkenburg maar op 15 juli 1941 werd ze hernoemd tot Valkenburg-Houthem.
Bij de gemeentelijke herindelingen van 1981 is Valkenburg-Houthem opgegaan in de nieuwe gemeente Valkenburg aan de Geul. De gemeentevlag, die op 10 maart 1959 bij raadsbesluit officieel was vastgesteld voor Valkenburg-Houthem, is als eerste gemeentevlag van de nieuwe gemeente aangenomen.